# PTA Forum
Das PTA Forum ist eine Fachzeitschrift für pharmazeutisch-technische Assistenten, die zweiwöchentlich als publizistische Beilage der Pharmazeutischen Zeitung erscheint. Herausgeber ist die ABDA – Bundesvereinigung Deutscher Apothekerverbände.
Die Zeitschrift setzt inhaltlich auf Basis- und Hintergrundwissen zu Themen, die für die PTA-Tätigkeit in Apotheken relevant sind. Fachbeiträge und Interviews erscheinen in fünf regelmäßigen Rubriken, die sich der Beratungspraxis, der Arzneimitteltherapie, Medizin und Ernährung, Politik und Beruf sowie Panorama widmen. Dazu kommen eine Kolumne zu Gesundheits- oder Lifestylethemen, Fortbildungstermine sowie Berichte und Neuigkeiten aus der Industrie.
Der herausgebende Verlag Avoxa aus Eschborn veröffentlicht darüber hinaus weitere Fachtitel wie u. a. die Neue Apotheken Illustrierte, Pharmakon – Arzneimittel in Wissenschaft und Praxis und Die Pharmazie. Zudem richtet der Verlag die Fachmesse expopharm aus.